# اندیس بیوک چای۱
بیوک چای۱ یک اندیس فلزی است که در حوالی شهر سیه چشمه استان آذربایجان غربی قرار دارد و مادهٔ معدنی موجود در آن، مس است.